# 高川山

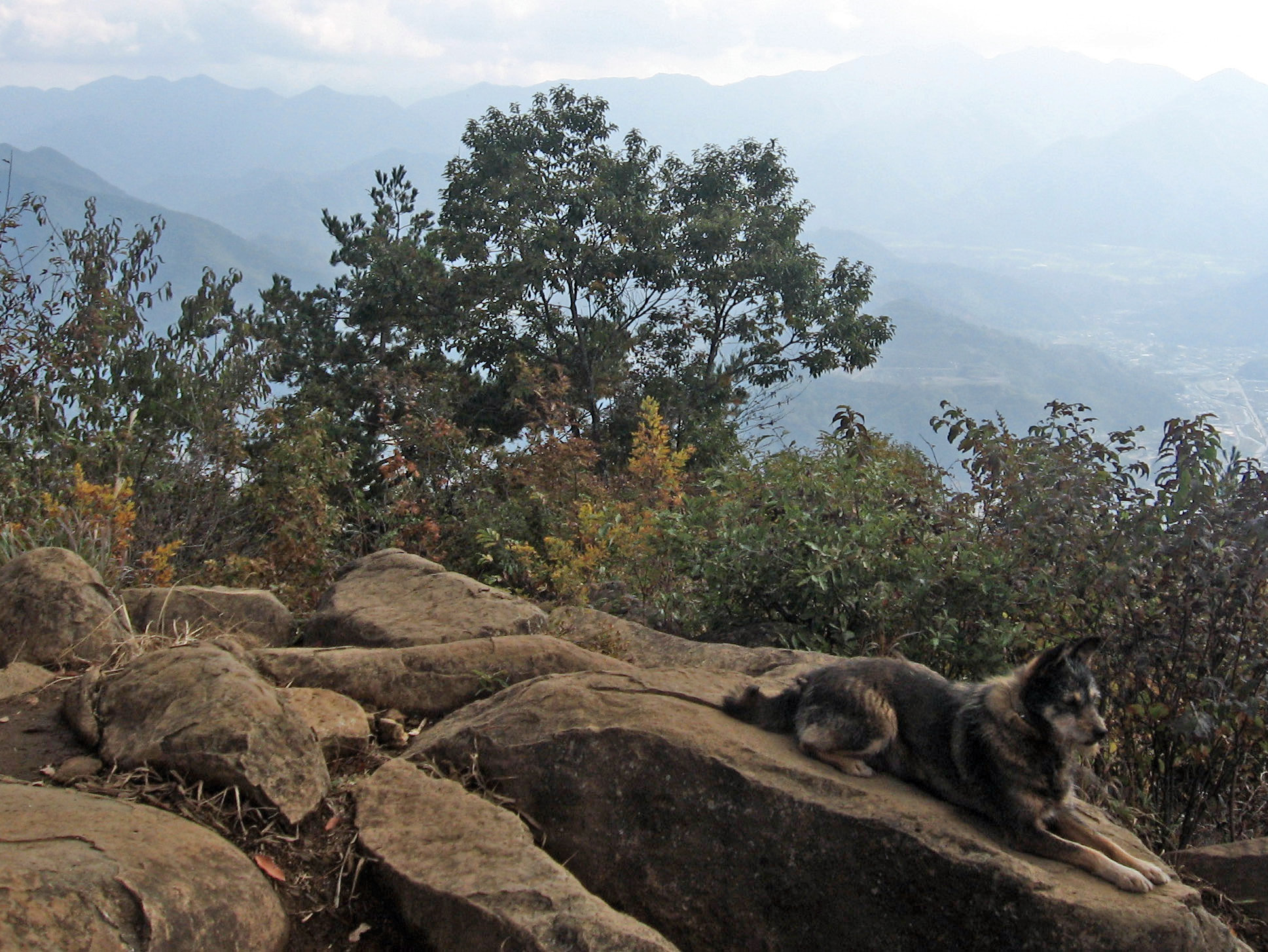
山頂と犬のビッキー
2007年11月の姿

高川山（たかがわやま）は、山梨県都留市と大月市の境にある山。標高975.7m。
相模川水系の桂川と笹子川にはさまれた御坂山地の東端に位置する。山梨百名山の一峰で都留市の都留市二十一秀峰、大月市の秀麗富嶽十二景に選定されている。山頂は360度の展望が開け、富士山・三つ峠をはじめとした近隣の山々が一望できる。山の下をリニアモーターカーの実験線のトンネルが貫通しており、都留市側の山麓には、山梨県立リニア見学センターがある。
カタクリ、福寿草の群生地がある。

## 登山
駅から直接登山できること、標高の割には変化に富むこと、展望が良いことがあって登山者が多い。

### ルート
JR中央本線初狩駅・富士急行線禾生駅・田野倉駅方面より登山道がある。いずれも登り徒歩2時間程度。JR中央本線大月駅付近から尾根筋をたどり山頂に至るコースもある。

## 山頂に住む犬
2001年頃より、山頂に一匹の雌の野犬が住み着いている。首輪をつけているので、もともと人間に飼われていた犬が、何らかの事情で半野生化したと思われる。犬を引き取りたいという者もいたので、保健所が捕獲を試みたこともあるが失敗している。おとなしい犬なので人に危害を加えるようなことはなく、登山者からは「ビッキー」という名で親しまれ、フジテレビ系列のテレビ番組めざましテレビ内の「きょうのわんこ」のコーナーで取り上げられたこともある。
2010年10月6日、山頂下の岩の上で亡くなっているのを登山者が発見し大月市役所に連絡。麓の墓地の一角に埋葬された。。

## 近隣の山
- 九鬼山
- 鶴ヶ鳥屋山
- 岩殿山
- 菊花山